# Michael Wieck
Pour les articles homonymes, voir Wieck.
Michael Wieck (né le 19 juillet 1928 à Königsberg et mort le 27 février 2021 à Stuttgart) est un musicien d’orchestre et écrivain allemand. 
D’origine juive par sa mère, il eut, sous le régime nazi, une enfance et une jeunesse difficiles dans sa ville natale de Königsberg, dont il assista à la destruction par l’aviation britannique en août 1944. Ayant, avec ses parents, survécu à la guerre, en particulier au siège de Königsberg par l’Armée rouge et aux combats de rue qui s’ensuivirent, il connut ensuite les affres de l’occupation soviétique, jusqu’au moment où il fut autorisé à quitter la province de Prusse-Orientale pour l’Allemagne en 1948. Investi d’une vocation musicale depuis l’enfance, il engagea une carrière de violoniste, officiant tant dans des orchestres symphoniques que dans des ensembles de musique de chambre, et enseigna pendant quelque temps la pratique du violon en Nouvelle-Zélande avant de retourner en Allemagne, où se trouvent, dit-il, ses racines. Il consigna ses souvenirs d’enfance et de guerre dans un livre de mémoires intitulé Zeugnis vom Untergang Königsbergs (littér. Témoignage sur le périssement de Königsberg) qu’il fit paraître en 1989 et qui connut de nombreuses rééditions.

## Biographie
Michael Wieck naquit de parents musiciens dans la ville de Königsberg, en province de Prusse-Orientale. Son père, Kurt Wieck, d’ascendance « aryenne », et sa mère, Hedwig Wieck-Hulisch, d’origine juive, avaient fondé le quatuor de musique de chambre Königsberger Streichquartett, qui jouissait d’une certaine notoriété. Michael Wieck est aussi l’arrière-neveu de Clara Schumann. Pendant un temps, son père avait pris des leçons de violon chez Joseph Joachim, qui fréquentait le domicile de Bernhard Wieck, le grand-père de Michael, à Berlin-Grunewald. 
Après consultation d’un rabbin local, le père, qui était protestant, mais indifférent en matière religieuse, et la mère juive décidèrent d’élever leurs enfants, Michael et sa sœur Miriam (née en 1925), dans la foi judaïque en les affiliant à la congrégation juive de Königsberg. Aux termes des lois de Nuremberg de 1935, Michael Wieck et sa sœur étaient, en raison des origines juives de leur mère, catalogués non comme Mischlinge (sangs-mêlés), mais comme Geltungsjuden (littér. équivalant à un juif à part entière), tandis que leur mère était catégorisée comme juive au plein sens du terme.
Après qu’Adolf Hitler eut accédé au pouvoir en 1933 en Allemagne, Michael Wieck, en sa qualité de Geltungsjude et en tant qu’il avait été éduqué dans la foi judaïque,  fut bientôt, et dans une mesure sans cesse croissante, confronté aux persécutions et discriminations nazies, nonobstant les origines « aryennes » de son père. Ainsi, lui-même et sa sœur furent d’abord expulsés de l’enseignement public et envoyés dans des écoles privées juives, puis interdiction totale leur fut faite de suivre une scolarité ; Miriam cependant put en 1938 quitter Königsberg et rejoindre un pensionnat en Écosse, profitant d’une place devenue libre par le départ d’une autre fille vers les États-Unis.
Peu après, Michael Wieck fut requis au travail obligatoire, d’abord dans un atelier de menuiserie, puis dans une usine chimique, où travaillait déjà sa mère. Au milieu de l’année 1941, Wieck célébra sa Bar Mitzvah non dans le principal temple juif de Königsberg, la Nouvelle Synagogue, qui avait en effet été détruite lors du pogrom dit Nuit de cristal en novembre 1938, mais dans une petite synagogue orthodoxe de la ville, l’Adass Jisroel (עדת ישראל), laquelle, si elle avait vu son intérieur vandalisé, avait échappé à l’incendie criminel, grâce à la circonstance qu’elle était incorporée dans un édifice utilisé également comme orphelinat ; par la suite, la congrégation réussit à aménager une salle de prière dans le même bâtiment et l’utilisera jusqu’à ce que les rares synagogues allemandes restantes fussent proscrites à leur tour.
Tout au long de la période nazie, les Wieck eurent la douleur de devoir se séparer de proches parents et amis juifs résignés à l'émigration volontaire, mais plus douloureuses encore seront, à partir d’octobre 1941, les déportations systématiques organisées par le gouvernement allemand à destination de ghettos et de camps de concentration et dont seront victimes juifs ou gentils ayant des ascendances juives, dont en particulier la propre tante de Michael Wieck. Toutefois, les parents de Wieck composant un mariage mixte — Kurt Wieck n’avait aucun ancêtre juif connu —, les Wieck purent se soustraire à la déportation. Abstraction faite de quelques actes de bienveillance isolés, manifestés par quelques-uns de leurs voisins non juifs, les Wiecks furent constamment tourmentés par d’autres, et leur vie devint de plus en plus pénible au fur et à mesure que la guerre se prolongeait.
Fin août 1944, Königsberg subit à deux reprises un bombardement par la Royal Air Force, à coups de bombes incendiaires, qui endommagèrent gravement sinon détruisirent complètement le centre-ville, y compris le château médiéval et la cathédrale datant du XIVe siècle. Début 1945, la Prusse-Orientale se retrouva encerclée par l’Armée rouge, et bientôt le siège fut mis devant Königsberg par les Russes, siège qui s’étendra sur plusieurs mois et aboutira à la prise de Königsberg en avril 1945, suivie de la période d’occupation soviétique.
Sur ordre du NKVD, Michael Wieck fut détenu, en sa qualité d’Allemand, dans le camp d’internement de Rothenstein, qu’il quitta au bout de plusieurs semaines et dont il donnera, sous la désignation de « camp de concentration de Rothenstein », une description détaillée dans ses mémoires. À l’issue d’une période de vie de trois années dans des conditions extrêmes – où 80 % des Allemands restés à Königsberg périrent –, il lui fut octroyé, ainsi qu’à ses parents, une autorisation de sortie du territoire. Des 316 000 habitants que comptait Königsberg avant la guerre, 100 000 au plus survécurent, dont environ une moitié encore, selon l’estimation de l’auteur, périt d’inanition, de maladie ou de sévices, jusqu’à ce qu’en 1949-50 enfin les derniers Allemands eussent été autorisés (ou forcés) à quitter la Prusse-Orientale, dont la partie nord était devenue entretemps l’oblast de Kaliningrad. Michael Wieck n’avait du reste pu que s’aviser que les autorités soviétiques n’étaient nullement disposées à reconnaître les rares juifs allemands survivants de Königsberg comme des victimes du nazisme et qu’ils traitaient comme ennemis tous les Allemands sans distinction.
Transféré en Allemagne de l’Est en 1948, Michael Wieck parvint à s’évader de la station de quarantaine de Kirchmöser (actuel district de la ville de Brandebourg-sur-la-Havel, situé alors dans la zone d’occupation soviétique) et à gagner Berlin-Ouest. Il y vécut ensuite avec sa mère (le père s’était séparé du reste de la famille peu après leur arrivée en Allemagne) et entama au conservatoire de la ville, puis à la Hochschule für Musik, des études de musique. De 1952 à 1961, il officia comme premier violon dans l’orchestre symphonique Deutsches Symphonie-Orchester Berlin, sous la direction de Ferenc Fricsay, et aussi comme deuxième violon dans l’Orchestre de chambre de Berlin.
En 1950, il épousa une jeune femme chrétienne, Hildegard, dont le père avait été détenu à Buchenwald, dans un camp spécial de détention soviétique. De leur union naquirent quatre enfants. En 1956, Wieck entreprit un voyage en Israel, dans le but d’évaluer si ce pays pourrait devenir une  nouvelle patrie pour lui-même et pour sa famille, y compris sa femme chrétienne. Compte tenu de l’« intolérance des juifs orthodoxes », cette éventualité allait lui apparaître inenvisageable.
En 1961, le ceinturage de Berlin-Ouest par la construction du mur de Berlin détermina Wieck à émigrer en Nouvelle-Zélande avec sa famille. Wieck travaillera sept années durant comme professeur titulaire (senior lecturer) de violon à l’université d’Auckland. Cependant, il reconnut que c’était en vain qu’il avait cherché une nouvelle patrie en Nouvelle-Zélande, soulignant que « les racines de notre être ne se laissèrent pas arracher du sol allemand. »
Retourné en Allemagne, Wieck devint premier violon du Stuttgarter Kammerorchester, sous la direction de Karl Münchinger, puis de 1974 jusqu’à sa retraite en 1993 chef-violoniste au sein de l’Orchestre symphonique de la radio de Stuttgart, au comité de direction duquel il appartint parallèlement.
En 1989, Wieck fit paraître son livre Zeugnis vom Untergang Königsbergs – Ein Geltungsjude berichtet (littér. Témoignage sur le périssement de Königsberg — Un Geltungsjude raconte), que l’écrivain Siegfried Lenz dota d’une préface. L’ouvrage connut plusieurs tirages et vaudra à son auteur d’obtenir le prix Andreas-Gryphius.
L’actrice Dorothea Wieck était une cousine de Michael Wieck.

### Zeugnis vom Untergang Königsbergs
Dans son livre de mémoires, intitulé Zeugnis vom Untergang Königsbergs, Michael Wieck relate ses années d’enfance et de jeunesse à Königsberg, en Prusse-Orientale. Il évoque sa vie pendant la période nazie, les persécutions dont lui et sa famille firent l’objet, la perte progressive de toute forme de sécurité, enfin la déportation des juifs de sa ville, y compris notamment de sa propre tante. L’auteur décrit ensuite les années de guerre et la destruction totale du vieux Königsberg par l’aviation britannique, au moyen de tapis de bombes incendiaires, en août 1944. Après le siège et la capitulation de la ville en avril 1945, Michael Wieck eut à subir les exactions de l’armée rouge, et fut même détenu, dans des conditions indignes, au camp d’internement de Rothenstein, dans la banlieue nord de Königsberg. Finalement libéré, il partagea le sort des autres Allemands survivants, et ne dut son salut (et celui de ses parents) qu’à son inventivité, sa débrouillardise et son courage. En 1948, la famille fut autorisée à quitter Königsberg pour se rendre en Allemagne, où l’auteur, qui s’était toujours senti une vocation de musicien et n’avait jamais cessé de pratiquer le violon, commença une carrière de violoniste d’orchestre.
Sur les quelque 400 pages que compte l’ouvrage, près de 350 sont consacrées aux années königsbergoises ; les 50 restantes traitent de sa carrière musicale et servent à l’auteur à exposer ses réflexions philosophiques, ses amertumes, ses craintes etc., lesquelles réflexions du reste émaillent aussi tout l’ensemble du livre. Ainsi Wieck médite-t-il en particulier sur la nature humaine et spécule-t-il sur les causes et fins dernières et sur la nature de la divinité ; quoique restant affectivement très attaché au judaïsme, il finit par embrasser une sorte de déisme, se référant à « un sentiment défini de quelque chose ‘se trouvant derrière tout cela’ et réfractaire à toute expression par la parole ». Par ailleurs, il garde une dent particulière contre d’une part le général Lasch, qui s’acharna dans une résistance désespérée aux assaillants soviétiques et ne capitula qu’au moment où ceux-ci eurent avancé jusqu’aux portes de son bunker, mais se glorifiera plus tard d’avoir par sa capitulation réussi à épargner la population civile, et d’autre part Konrad Lorenz, qui par opportunisme s’empressa de donner dans ses écrits (que l’auteur cite longuement) sa caution scientifique à la folie raciale des nazis.
Paru pour la première fois en 1988, le livre connut ensuite huit rééditions, dont quelques-unes augmentées, et en 2003 une traduction anglaise vit le jour aux États-Unis. En revanche, une édition russe sembla d’abord impossible en raison de la description implacable et accablante des premières années de l’occupation soviétique et de la transformation brutale de Königsberg en Kaliningrad — à telle enseigne que, si une traduction russe établie par l’universitaire Youri Volkov fut bien approuvée par diverses commissions, elle ne put bénéficier des programmes existants d’aide à la traduction de livres allemands en rapport avec Königsberg — ; pourtant, une édition russe sera finalement réalisée sous les auspices du Deutsches Kulturforum östliches Europa, qui réussit à trouver à Saint-Pétersbourg une petite maison d’édition, Hyperion, prête à faire imprimer et à publier le manuscrit russe, qui parut en Russie au printemps 2004.
Le livre eut des critiques élogieuses, non seulement en Allemagne, mais aussi en Russie, notamment de la part du germaniste Lev Kopelev et de l’historien de la littérature Samuil Lourié.

## Récompenses
- Médaille Otto-Hirsch, décernée à Wieck en février 2005 par le maire de Stuttgart
- Ordre du Mérite de la République fédérale d'Allemagne, en novembre 2016, octroyé, sur proposition du ministre-président du Bade-Wurtemberg, par le président fédéral et remis par le maire de Stuttgart
- Prix Andreas-Gryphius, pour son livre Zeugnis vom Untergang Königsbergs

## Ouvrages
- (de) Michael Wieck, Zeugnis vom Untergang Königsbergs. Ein Geltungsjude berichtet, éd. Beck, Munich, 2005,  (ISBN 3-406-51115-5). 2e édition 2009.  (ISBN 978-3-406-59599-8).
- (de) Michael Wieck, Ewiger Krieg oder ewiger Friede?, éd. Haag + Herchen 2008,  (ISBN 978-3-89846-508-3).